# Oops-Leon

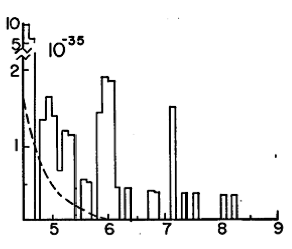
Rozkład masy niezmienniczej par elektron-pozyton z pracy

Oops-Leon – żartobliwa nazwa nadana nieistniejącej cząstce subatomowej „odkrytej” w 1976.

## Historia
W styczniu 1976 zespół fizyków pod kierownictwem Leona Ledermana po analizie danych eksperymentu E288 doniósł o odkryciu nowej cząstki o masie około 6 GeV/c². Doniesienie opierało się na analizie masy niezmienniczej par elektron-pozyton produkowanych w zdarzeniach protonów z tarczą berylową.  Na wykresie zaobserwowano tendencję do grupowania się przypadków w okolicy 6 GeV. Prawdopodobieństwo przypadkowego zgrupowania przypadków w taki sposób zostało oszacowane na poniżej 2%, zespół zdecydował się więc na publikację odkrycia.
W ciągu następnych miesięcy, po zebraniu dalszych danych, okazało się, że zgrupowanie było jednak dziełem takiego mało prawdopodobnego przypadku. Zespół musiał wycofać doniesienie. Nieistniejąca „cząstka” została żartobliwie nazwana „Oops-Leon” – co jest grą słów wokół imienia lidera zespołu, a jednocześnie w angielskiej wymowie brzmi podobnie do „Upsilon”.
Historia ta przyczyniła się prawdopodobnie do opóźnienia ogłoszenia rzeczywistego odkrycia cząstki ϒ: już w listopadzie 1976 zespół E288 widział zgrupowanie przypadków wokół wartości 9,5 GeV, bardziej statystycznie znaczące niż „Oops-Leon”. Zdecydowano jednak, by zaczekać z ogłoszeniem na wyniki planowanych na pierwsze półrocze roku 1977 pomiarów przy większej intensywności wiązki. Dopiero gdy ten pomiar potwierdził istnienie cząstki, zespół zdecydował się na publikację odkrycia.